# Гамільтон (Бермудські острови)
Га́мільтон (англ. Hamilton) — адміністративний центр Бермудських островів. Незважаючи на наявність округу під тією ж назвою, місто Гамільтон відноситься до округу Пембрук. Місто названо на честь сера Генрі Гамільтона, губернатора у 1778—1794 роках. До того часу округ Гамільтон вже існував.

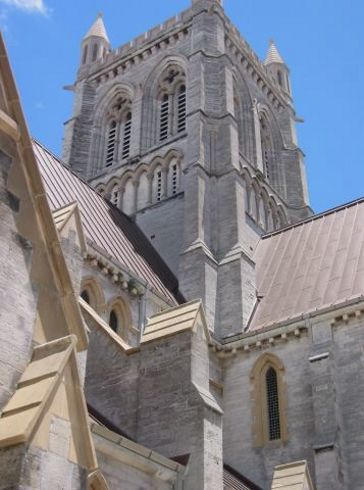
Собор міста Гамільтон

Попри те, що Гамільтон є адміністративним центром Бермудських островів, його постійне населення налічує всього близько 969 жителів, хоча, за деякими оцінками, воно становить 1500 чоловік. Гамільтон є єдиним офіційним містом на Бермудах, але фактично він значно менше історичного міста Сент-Джордж. Набагато краще уявлення про населення Бермуд дає адміністративно-територіальне ділення за округами.
Місто служить штаб-квартирою компанії англ. Accenture (колишня Андерсен Консалтинг) — міжнародній компанії, що спеціалізується в галузі управлінського консалтингу, технологічних послуг і аутсорсингу. Також тут зареєстрована компанія Bacardi, велика міжнародна спиртогорілчана компанія. Тут розташований номінальний офіс компанії Tyco International.

## Історія
Історія Гамільтона почалася в 1790 році, коли Уряд Бермуд зарезервував 587 тисяч м² (145 акрів) землі під свою майбутню резиденцію, яка була офіційно визначена 1793 року парламентським актом. Адміністративний центр колонії був перенесений до Гамільтона із Сент-Джорджа 1815 року. Містечко Гамільтон стало містом після спорудження в ньому міського собору (англіканська церква) в 1897 році. Пізніше був побудований католицький собор. Сьогодні гамільтонський порт в основному оточує діловий район, переважно забудований офісними будівлями і магазинами.

## Посилання

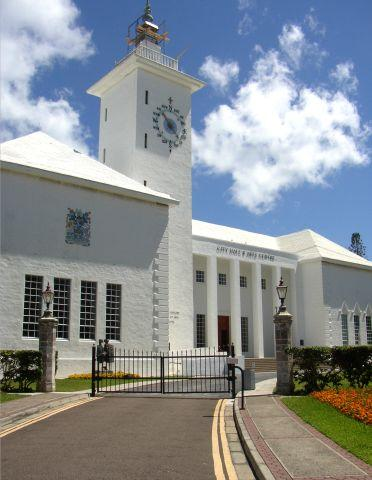
Муніципалітет мііста Гамільтон

## Клімат
Гамільтон знаходиться у субтропічній зоні, котра характеризується вологим кліматом. Найтепліший місяць — серпень з середньою температурою 27.8 °C (82 °F). Найхолодніший місяць — лютий, з середньою температурою 17.8 °С (64 °F).
| Клімат Гамільтона       | Клімат Гамільтона | Клімат Гамільтона | Клімат Гамільтона | Клімат Гамільтона | Клімат Гамільтона | Клімат Гамільтона | Клімат Гамільтона | Клімат Гамільтона | Клімат Гамільтона | Клімат Гамільтона | Клімат Гамільтона | Клімат Гамільтона | Клімат Гамільтона |
| Показник                | Січ.              | Лют.              | Бер.              | Квіт.             | Трав.             | Черв.             | Лип.              | Серп.             | Вер.              | Жовт.             | Лист.             | Груд.             | Рік               |
| Абсолютний максимум, °C | 25                | 26                | 26                | 27                | 30                | 32                | 32                | 33                | 32                | 31                | 28                | 29                | 33                |
| Середній максимум, °C   | 20                | 20                | 20                | 21                | 23                | 27                | 29                | 30                | 28                | 26                | 23                | 21                | 24                |
| Середня температура, °C | 18                | 17                | 18                | 19                | 22                | 25                | 27                | 27                | 26                | 24                | 21                | 19                | 22                |
| Середній мінімум, °C    | 16                | 15                | 15                | 17                | 20                | 22                | 25                | 25                | 24                | 22                | 19                | 17                | 20                |
| Абсолютний мінімум, °C  | 7                 | 6                 | 7                 | 8                 | 12                | 17                | 20                | 20                | 18                | 13                | 12                | 10                | 6                 |
| Норма опадів, мм        | 120               | 110               | 100               | 80                | 70                | 120               | 110               | 120               | 120               | 160               | 100               | 110               | 1400              |
| ----------------------- | ----------------- | ----------------- | ----------------- | ----------------- | ----------------- | ----------------- | ----------------- | ----------------- | ----------------- | ----------------- | ----------------- | ----------------- | ----------------- |
| Джерело: Weatherbase    |                   |                   |                   |                   |                   |                   |                   |                   |                   |                   |                   |                   |                   |